# Афонинська (Шелотське сільське поселення)
Афо́нинська (рос. Афонинская) — присілок у складі Верховазького району Вологодської області, Росія. Входить до складу Шелотського сільського поселення.

## Населення
Населення — 10 осіб (2010; 12 у 2002).
Національний склад (станом на 2002 рік):
- росіяни — 100 %